# Junioreuropamästerskapet i ishockey 1979
Junioreuropamästerskapet i ishockey 1979 var 1979 års upplaga av turneringen.

## Grupp A
Spelades i Tychy och Katowice i Polen under perioden 31 mars-6 april 1979.

### Första omgången
grupp 1
| Lag                | Tjeckoslovakien | Finland | Polen | Italien | gjorda mål/insläppta mål | poäng |
| ------------------ | --------------- | ------- | ----- | ------- | ------------------------ | ----- |
| 1. Tjeckoslovakien | —               | 5-1     | 3-0   | 17-0    | 25-01                    | 6     |
| 2. Finland         | 1-5             | —       | 5-2   | 28-0    | 34-07                    | 4     |
| 3. Polen           | 0-3             | 2-5     | —     | 8-0     | 10-08                    | 2     |
| 4. Italien         | 0-17            | 0-28    | 0-8   | —       | 00-53                    | 0     |

grupp 2
| Lag              | Sovjetunionen | Sverige | Schweiz | Västtyskland | gjorda mål/insläppta mål | poäng |
| ---------------- | ------------- | ------- | ------- | ------------ | ------------------------ | ----- |
| 1. Sovjetunionen | —             | 3-1     | 5-1     | 12-1         | 20-03                    | 6     |
| 2. Sverige       | 1-3           | —       | 6-2     | 10-1         | 17-06                    | 4     |
| 3. Schweiz       | 1-5           | 2-6     | —       | 6-5          | 09-16                    | 2     |
| 4. Västtyskland  | 1-12          | 1-10    | 5-6     | —            | 07-28                    | 0     |

### Andra omgången
Slutspelsserien
| Lag                | Tjeckoslovakien | Finland | Sovjetunionen | Sverige | gjorda mål/insläppta mål | poäng |
| ------------------ | --------------- | ------- | ------------- | ------- | ------------------------ | ----- |
| 1. Tjeckoslovakien | —               | (5-1)   | 5-4           | 3-2     | 13-07                    | 6     |
| 2. Finland         | (1-5)           | —       | 3-1           | 8-0     | 12-06                    | 4     |
| 3. Sovjetunionen   | 4-5             | 1-3     | —             | (3-1)   | 08-09                    | 2     |
| 4. Sverige         | 2-3             | 0-8     | (1-3)         | —       | 03-14                    | 0     |

Nedflyttningsserien
| Lag             | Polen | Schweiz | Västtyskland | Italien | gjorda mål/insläppta mål | poäng |
| --------------- | ----- | ------- | ------------ | ------- | ------------------------ | ----- |
| 1. Polen        | —     | 5-3     | 4-1          | (8-0)   | 17-04                    | 6     |
| 2. Schweiz      | 3-5   | —       | (6-5)        | 9-0     | 18-10                    | 4     |
| 3. Västtyskland | 1-4   | (5-6)   | —            | 6-0     | 12-10                    | 2     |
| 4. Italien      | (0-8) | 0-9     | 0-6          | —       | 00-23                    | 0     |

Italien nedflyttade till 1980 års B-grupp.

## Priser och utmärkelser
- Poängkung: Jose Pekkala, Finland (13 poäng)
- Bästa målvakt: Pawel Lukaszka, Polen
- Bästa försvarare: Timo Blomqvist, Finland
- Bästa anfallare: Jan Ludvig, Tjeckoslovakien

## Grupp B
Spelades i Miercurea Ciuc i Rumänien under perioden 4-8 mars 1979.

### Första omgången
grupp 1
| Lag            | Norge | Jugoslavien | Ungern | Österrike | gjorda mål/insläppta mål | poäng |
| -------------- | ----- | ----------- | ------ | --------- | ------------------------ | ----- |
| 1. Norge       | —     | 7-0         | 4-1    | 5-1       | 16-02                    | 6     |
| 2. Jugoslavien | 0-7   | —           | 5-2    | 6-3       | 11-12                    | 4     |
| 3. Ungern      | 1-4   | 2-5         | —      | 8-8       | 11-17                    | 1     |
| 4. Österrike   | 1-5   | 3-6         | 8-8    | —         | 12-19                    | 1     |

grupp 2
| Lag              | Rumänien | Frankrike | Nederländerna | Danmark | gjorda mål/insläppta mål | poäng |
| ---------------- | -------- | --------- | ------------- | ------- | ------------------------ | ----- |
| 1. Rumänien      | —        | 5-1       | 9-2           | 12-1    | 26-04                    | 6     |
| 2. Frankrike     | 1-5      | —         | 4-1           | 6-1     | 11-07                    | 4     |
| 3. Nederländerna | 2-9      | 1-4       | —             | 8-2     | 11-17                    | 2     |
| 4. Danmark       | 1-12     | 1-6       | 2-8           | —       | 04-26                    | 0     |

### Placeringsmatcher
| Sjunde plats  | Österrike     | 7-1 (2-0, 1-0, 4-0) | Danmark   |  |
| Femte plats   | Nederländerna | 8-4 (4-0, 3-2, 1-2) | Ungern    |  |
| 'Tredje plats | Jugoslavien   | 5-4 (0-2, 4-2, 1-0) | Frankrike |  |
| Final         | Norge         | 5-3 (2-1, 1-0, 2-2) | Rumänien  |  |

Norge nedflyttade till 1980 års C-grupp.

## Grupp C
Spelades i Sofia i Bulgarien under perioden 1-6 mars 1979.
| Lag               | Bulgarien | Spanien  | Storbritannien | gjorda mål/insläppta mål | poäng |
| ----------------- | --------- | -------- | -------------- | ------------------------ | ----- |
| 1. Bulgarien      | —         | 12-3 6-2 | 10-0 5-1       | 33-06                    | 8     |
| 2. Spanien        | 3-12 2-6  | —        | 5-4 6-1        | 16-23                    | 4     |
| 3. Storbritannien | 0-10 1-5  | 4-5 1-6  | —              | 06-26                    | 0     |

Bulgarien nedflyttade till 1980 års B-grupp.

### Fotnoter
1. ↑  ”Championnat d'Europe 1979 des moins de 18 ans” (på franska). Hockeyarchives. 11 mars 1979. http://www.passionhockey.com/hockeyarchives/U-18_1979.htm. Läst 29 november 2014.